# Mistrzostwa Świata w Piłce Ręcznej Kobiet 2015 (eliminacje)
Kwalifikacje do Mistrzostw Świata w Piłce Ręcznej Kobiet 2015 mają na celu wyłonienie żeńskich reprezentacji narodowych w piłce ręcznej, które wystąpią w finałach tego turnieju.

## Informacje ogólne
Turniej finałowy organizowanych przez IHF mistrzostw świata odbędzie się w Danii w grudniu 2015 roku i wezmą w nim udział dwadzieścia cztery drużyny. Automatycznie do mistrzostw zakwalifikowała się reprezentacja Brazylii jako mistrz świata z 2013 i Dania jako organizator imprezy. O pozostałe 22 miejsca odbywały się kontynentalne kwalifikacje. Wolne miejsca zostały podzielone według następującego klucza geograficznego: Europie przydzielono dziesięć miejsc, Ameryce (Południowej wspólnie z Północną) przyznano pięć miejsc, po trzy przypadły Azji i Afryce, a jedno Oceanii.
Późniejsze decyzje światowego związku odebrały gwarantowane miejsce Oceanii i skierowały ją do barażu, w którym rywalizować miała o to miejsce z najlepszymi zespołami z Afryki, Azji i Ameryk, które dotychczas nie uzyskały awansu. Dodatkowo dwa z miejsc przyznanych wcześniej Amerykom zostało przekazane władzom IHF do rozdysponowania jako dzika karta.

## Zakwalifikowane zespoły
| Kraj                          | Strefa kwalifikacyjna                | Mistrzostwa 2013 |
| ----------------------------- | ------------------------------------ | ---------------- |
| Dania                         | Gospodarz                            | 3. miejsce       |
| Brazylia                      | Mistrz świata 2013                   | Mistrzostwo      |
| Tunezja                       | Mistrzostwa Afryki 2014 – 1 miejsce  | 17. miejsce      |
| Demokratyczna Republika Konga | Mistrzostwa Afryki 2014 – 2 miejsce  | 20. miejsce      |
| Angola                        | Mistrzostwa Afryki 2014 – 3 miejsce  | 16. miejsce      |
| Kuba                          | Mistrzostwa Ameryki 2015 – 2 miejsce | –                |
| Argentyna                     | Mistrzostwa Ameryki 2015 – 3 miejsce | 19. miejsce      |
| Portoryko                     | Mistrzostwa Ameryki 2015 – 4 miejsce | –                |
| Korea Południowa              | Mistrzostwa Azji 2015 – 1 miejsce    | 12. miejsce      |
| Japonia                       | Mistrzostwa Azji 2015 – 2 miejsce    | 14. miejsce      |
| Chiny                         | Mistrzostwa Azji 2015 – 3 miejsce    | 18. miejsce      |
| Norwegia                      | Mistrzostwa Europy 2014 – 1 miejsce  | 5. miejsce       |
| Francja                       | Europa - Play-off                    | 6. miejsce       |
| Rosja                         | Europa - Play-off                    | –                |
| Rumunia                       | Europa - Play-off                    | 10. miejsce      |
| Holandia                      | Europa - Play-off                    | 13. miejsce      |
| Polska                        | Europa - Play-off                    | 4. miejsce       |
| Czarnogóra                    | Europa - Play-off                    | 11. miejsce      |
| Węgry                         | Europa - Play-off                    | 8. miejsce       |
| Hiszpania                     | Europa - Play-off                    | 9. miejsce       |
| Szwecja                       | Europa - Play-off                    | –                |
| Kazachstan                    | Baraż                                | –                |
| Niemcy                        | Dzika karta                          | 7. miejsce       |
| Serbia                        | Dzika karta                          | 2. miejsce       |

## Eliminacje
| Kontynent | Związek | Miejsca   | Turniej                         | World Map IHF |
| Europa    | EHF     | 1 miejsce | Mistrzostwa Europy 2014         | World Map IHF |
| Europa    | EHF     | 9 miejsc  | Europejski turniej eliminacyjny | World Map IHF |
| Afryka    | CAHB    | 3 miejsca | Mistrzostwa Afryki 2014         | World Map IHF |
| Ameryka   | PATHF   | 3 miejsca | Mistrzostwa Ameryki 2015        | World Map IHF |
| Azja      | AHF     | 3 miejsca | Mistrzostwa Azji 2015           | World Map IHF |
|           |         | 1 miejsce | Baraż                           | World Map IHF |
|           |         | 2 miejsca | Dzika karta                     | World Map IHF |

## Europa
Do końca maja 2014 roku były przyjmowane zgłoszenia zespołów. Chęć udziału w mistrzostwach świata wyraziło 30 europejskich federacji piłki ręcznej. Szesnaście z tych drużyn uczestniczyło w turnieju głównym ME, z którego najlepszy zespół (prócz Danii, która ma już zapewniony awans) uzyskał bezpośredni awans, pozostałe czternaście natomiast, podzielone na cztery grupy, rozegrały turnieje o cztery miejsca uprawniające do udziału w fazie play-off. Zwycięzcy grup, a także czternaście drużyn, które nie uzyskały awansu z mistrzostw kontynentu, podzielone na dziewięć par rozegrało pomiędzy sobą dwumecze o awans do turnieju głównego mistrzostw świata.

### Europejski turniej eliminacyjny – faza grupowa
Losowanie grup zostało zaplanowane na 22 lipca 2014 roku. Czernaście drużyn podzielonych zostało na trzy koszyki według wyników osiągniętych w eliminacjach do ME 2014, a w wyniku losowania zostały utworzone po dwie cztero- i trzyzespołowe grupy, w których drużyny miały rywalizować systemem kołowym w okresie od 8 października do 6 grudnia 2014 roku, choć możliwe było za zgodą wszystkich zespołów z danej grupy również przeprowadzenie eliminacji w formie turnieju rozegranego w jednej hali w dniach 26–30 listopada lub 3–6 grudnia 2014 roku. Jedynie zwycięzcy grup awansowali do fazy play-off europejskich eliminacji.
| Koszyk 1           |
| ------------------ |
| Austria            |
| Białoruś           |
| Czechy             |
| Islandia           |
| Macedonia Północna |
| Słowenia           |
| Turcja             |

| Koszyk 2   |
| ---------- |
| Włochy     |
| Litwa      |
| Portugalia |
| Szwajcaria |

| Koszyk 3    |
| ----------- |
| Azerbejdżan |
| Grecja      |
| Izrael      |

W wyniku transmitowanego w Internecie losowania wyłoniono po dwie trzy- i czterozespołowe grupy.
| Grupa 1    | Grupa 2    | Grupa 3            | Grupa 4     |
| ---------- | ---------- | ------------------ | ----------- |
| Słowenia   | Turcja     | Macedonia Północna | Czechy      |
| Białoruś   | Austria    | Islandia           | Litwa       |
| Szwajcaria | Portugalia | Włochy             | Azerbejdżan |
| Grecja     | Izrael     |                    |             |

Zespoły z trzech grup optowały za rozegraniem eliminacji w formie jednego turnieju – zostały one przeprowadzone na przełomie listopada i grudnia 2014 roku w Szwajcarii, Austrii i Czechach. Rozgrywki w grupie trzeciej zostały natomiast zaplanowane w systemie mecz-rewanż w sześciu terminach:
- Runda 1: 8–9 października 2014
- Runda 2: 11–12 października 2014
- Runda 3: 26–27 listopada 2014
- Runda 4: 29–30 listopada 2014
- Runda 5: 3–4 grudnia 2014
- Runda 6: 6 grudnia 2014.

Do dalszej fazy rozgrywek awansowały Czechy, Islandia oraz Austria i Słowenia.

#### Grupa 1
| 3 grudnia 201417:45 | Białoruś | 29:25(15:12) | Grecja | Zürich Saalsporthalle, Zurych Widzów: 250 Sędzia: Marić, Mašić |
| 3 grudnia 201417:45 |          | 29:25(15:12) |        | Zürich Saalsporthalle, Zurych Widzów: 250 Sędzia: Marić, Mašić |

| 3 grudnia 201420:15 | Słowenia | 27:21(16:10) | Szwajcaria | Zürich Saalsporthalle, Zurych Widzów: 650 Sędzia: Ilieva, Karbeska |
| 3 grudnia 201420:15 |          | 27:21(16:10) |            | Zürich Saalsporthalle, Zurych Widzów: 650 Sędzia: Ilieva, Karbeska |

| 4 grudnia 201417:45 | Grecja | 23:39(9:16) | Słowenia | Zürich Saalsporthalle, Zurych Widzów: 150 Sędzia: Marić, Mašić |
| 4 grudnia 201417:45 |        | 23:39(9:16) |          | Zürich Saalsporthalle, Zurych Widzów: 150 Sędzia: Marić, Mašić |

| 4 grudnia 201420:15 | Szwajcaria | 23:24(14:12) | Białoruś | Zürich Saalsporthalle, Zurych Widzów: 450 Sędzia: Ilieva, Karbeska |
| 4 grudnia 201420:15 |            | 23:24(14:12) |          | Zürich Saalsporthalle, Zurych Widzów: 450 Sędzia: Ilieva, Karbeska |

| 6 grudnia 201412:00 | Słowenia | 35:33(17:18) | Białoruś | Zürich Saalsporthalle, Zurych Widzów: 217 Sędzia: Ilieva, Karbeska |
| 6 grudnia 201412:00 |          | 35:33(17:18) |          | Zürich Saalsporthalle, Zurych Widzów: 217 Sędzia: Ilieva, Karbeska |

| 6 grudnia 201414:30 | Szwajcaria | 36:22(16:11) | Grecja | Zürich Saalsporthalle, Zurych Widzów: 380 Sędzia: Marić, Mašić |
| 6 grudnia 201414:30 |            | 36:22(16:11) |        | Zürich Saalsporthalle, Zurych Widzów: 380 Sędzia: Marić, Mašić |

#### Grupa 2
| 4 grudnia 201418:00 | Turcja | 28:27(14:14) | Portugalia | Sportzentrum Alte Au, Stockerau Widzów: 300 Sędzia: Christiansen, Hansen |
| 4 grudnia 201418:00 |        | 28:27(14:14) |            | Sportzentrum Alte Au, Stockerau Widzów: 300 Sędzia: Christiansen, Hansen |

| 4 grudnia 201420:15 | Austria | 41:15(21:7) | Izrael | Sportzentrum Alte Au, Stockerau Widzów: 350 Sędzia: Praštalo, Todorović |
| 4 grudnia 201420:15 |         | 41:15(21:7) |        | Sportzentrum Alte Au, Stockerau Widzów: 350 Sędzia: Praštalo, Todorović |

| 5 grudnia 201418:00 | Portugalia | 21:29(9:16) | Austria | Sportzentrum Alte Au, Stockerau Widzów: 550 Sędzia: Christiansen, Hansen |
| 5 grudnia 201418:00 |            | 21:29(9:16) |         | Sportzentrum Alte Au, Stockerau Widzów: 550 Sędzia: Christiansen, Hansen |

| 5 grudnia 201420:15 | Izrael | 23:44(10:18) | Turcja | Sportzentrum Alte Au, Stockerau Widzów: 250 Sędzia: Praštalo, Todorović |
| 5 grudnia 201420:15 |        | 23:44(10:18) |        | Sportzentrum Alte Au, Stockerau Widzów: 250 Sędzia: Praštalo, Todorović |

| 6 grudnia 201414:20 | Portugalia | 40:17(20:8) | Izrael | Sportzentrum Alte Au, Stockerau Widzów: 100 Sędzia: Praštalo, Todorović |
| 6 grudnia 201414:20 |            | 40:17(20:8) |        | Sportzentrum Alte Au, Stockerau Widzów: 100 Sędzia: Praštalo, Todorović |

| 6 grudnia 201418:25 | Turcja | 24:32(11:15) | Austria | Sportzentrum Alte Au, Stockerau Widzów: 1 200 Sędzia: Christiansen, Hansen |
| 6 grudnia 201418:25 |        | 24:32(11:15) |         | Sportzentrum Alte Au, Stockerau Widzów: 1 200 Sędzia: Christiansen, Hansen |

#### Grupa 3
| 9 października 201417:45 | Macedonia Północna | 20:23(14:11) | Włochy | SRC Kale, Skopje Widzów: 1 500 Sędzia: Covalciuc, Covalciuc |
| 9 października 201417:45 |                    | 20:23(14:11) |        | SRC Kale, Skopje Widzów: 1 500 Sędzia: Covalciuc, Covalciuc |

| 12 października 201418:30 | Włochy | 27:22(11:9) | Macedonia Północna | PalaGolfo, Follonica Widzów: 2 000 Sędzia: Alpaidze, Berezkina |
| 12 października 201418:30 |        | 27:22(11:9) |                    | PalaGolfo, Follonica Widzów: 2 000 Sędzia: Alpaidze, Berezkina |

| 27 listopada 201417:30 | Włochy | 17:26(8:13) | Islandia | Palazzetto dello Sport Santa Filomena, Chieti Widzów: 2 000 Sędzia: Vujačić, Kažanegra |
| 27 listopada 201417:30 |        | 17:26(8:13) |          | Palazzetto dello Sport Santa Filomena, Chieti Widzów: 2 000 Sędzia: Vujačić, Kažanegra |

| 30 listopada 201416:00 | Islandia | 27:21(13:7) | Włochy | Laugardalshöllin, Reykjavík Widzów: 750 Sędzia: Brehmer, Skowronek |
| 30 listopada 201416:00 |          | 27:21(13:7) |        | Laugardalshöllin, Reykjavík Widzów: 750 Sędzia: Brehmer, Skowronek |

| 3 grudnia 201419:30 | Islandia | 33:23(17:12) | Macedonia Północna | Laugardalshöllin, Reykjavík Widzów: 550 Sędzia: Hermann, Madsen |
| 3 grudnia 201419:30 |          | 33:23(17:12) |                    | Laugardalshöllin, Reykjavík Widzów: 550 Sędzia: Hermann, Madsen |

| 6 grudnia 201417:45 | Macedonia Północna | 22:28(11:12) | Islandia | SRC Kale, Skopje Widzów: 300 Sędzia: Pech, Vagvölgyi |
| 6 grudnia 201417:45 |                    | 22:28(11:12) |          | SRC Kale, Skopje Widzów: 300 Sędzia: Pech, Vagvölgyi |

#### Grupa 4
| 28 listopada 201418:00 | Azerbejdżan | 26:38(16:15) | Czechy | Sportovní hala UP, Ołomuniec Widzów: 600 Sędzia: Năstase, Stancu |
| 28 listopada 201418:00 |             | 26:38(16:15) |        | Sportovní hala UP, Ołomuniec Widzów: 600 Sędzia: Năstase, Stancu |

| 29 listopada 201417:00 | Litwa | 35:29(23:15) | Azerbejdżan | Sportovní hala UP, Ołomuniec Widzów: 150 Sędzia: Năstase, Stancu |
| 29 listopada 201417:00 |       | 35:29(23:15) |             | Sportovní hala UP, Ołomuniec Widzów: 150 Sędzia: Năstase, Stancu |

| 30 listopada 201411:00 | Czechy | 33:27(21:12) | Litwa | Sportovní hala UP, Ołomuniec Widzów: 700 Sędzia: Năstase, Stancu |
| 30 listopada 201411:00 |        | 33:27(21:12) |       | Sportovní hala UP, Ołomuniec Widzów: 700 Sędzia: Năstase, Stancu |

### Mistrzostwa Europy w Piłce Ręcznej Kobiet 2014
Kwalifikację na mistrzostwa świata uzyskała najlepsza, prócz Danii, które miała już zapewniony awans, drużyna Mistrzostw Europy 2014, które odbyły się w dniach 7-21 grudnia 2014 roku na Węgrzech i w Chorwacji. Okazały się nimi Norweżki.

### Europejski turniej eliminacyjny – faza play-off
W tej fazie rozgrywek wzięło udział osiemnaście reprezentacji narodowych – czternaście drużyn uczestniczących w mistrzostwach kontynentu, które dotychczas nie uzyskały awansu, oraz czterech zwycięzców grup w fazie grupowej eliminacji. Dwumecze odbyły się w dniach 6–7 czerwca i 13–14 czerwca 2015 roku, a ich zwycięzcy awansowali do turnieju finałowego mistrzostw świata. Rozstawione były zespoły, które na Mistrzostwach Europy 2014 zajęły miejsca od 2. do 11. (z wyjątkiem 8., które zajął gospodarz MŚ 2015 – Dania, która ma automatyczną kwalifikację), a losowanie zostało zaplanowane na 21 grudnia 2014 roku. W jego wyniku utworzono dziewięć par.
| Drużyny rozstawione: - Hiszpania (wicemistrz Europy 2014) - Szwecja (3. miejsce ME 2014) - Czarnogóra (4. miejsce ME 2014) - Francja (5. miejsce ME 2014) - Węgry (6. miejsce ME 2014) - Holandia (7. miejsce ME 2014) - Rumunia (9. miejsce ME 2014) - Niemcy (10. miejsce ME 2014) - Polska (11. miejsce ME 2014) | Drużyny nierozstawione: - Słowacja (12. miejsce ME 2014) - Chorwacja (13. miejsce ME 2014) - Rosja (14. miejsce ME 2014) - Serbia (15. miejsce ME 2014) - Ukraina (16. miejsce ME 2014) - Słowenia (zwycięzca grupy 1 prekwalifikacji) - Austria (zwycięzca grupy 2 prekwalifikacji) - Islandia (zwycięzca grupy 3 prekwalifikacji) - Czechy (zwycięzca grupy 4 prekwalifikacji) |

| Drużyna 1                            | Wynik dwumeczu | Drużyna 2 | Pierwszy mecz | Drugi mecz |
| ------------------------------------ | -------------- | --------- | ------------- | ---------- |
| Francja                              | 54–41          | Słowenia  | 27–20         | 27–21      |
| Niemcy                               | 46–49          | Rosja     | 20–22         | 26–27      |
| Serbia                               | 54–56          | Rumunia   | 26–32         | 28–24      |
| Holandia                             | 56–48          | Czechy    | 33–23         | 23–25      |
| Ukraina                              | 40–54          | Polska    | 18–24         | 22–30      |
| Czarnogóra                           | 47–38          | Islandia  | 28–19         | 19–19      |
| Austria                              | 44–74          | Węgry     | 20–33         | 24–41      |
| Hiszpania                            | 45–39          | Słowacja  | 25–19         | 20–20      |
| Chorwacja                            | 44–51          | Szwecja   | 23–24         | 21–27      |
| Po lewej gospodarz pierwszego meczu. |                |           |               |            |

| 5 czerwca 201520:25 | Austria | 20:33(11:19) | Węgry | Sportzentrum Alte Au, Stockerau Widzów: 1 200 Sędzia: Florescu, Stoia |
| 5 czerwca 201520:25 |         | 20:33(11:19) |       | Sportzentrum Alte Au, Stockerau Widzów: 1 200 Sędzia: Florescu, Stoia |

| 6 czerwca 201516:00 | Holandia | 33:23(15:16) | Czechy | Sporthal Valkenhuizen, Arnhem Widzów: 2 876 Sędzia: Alpaidze, Berezkina |
| 6 czerwca 201516:00 |          | 33:23(15:16) |        | Sporthal Valkenhuizen, Arnhem Widzów: 2 876 Sędzia: Alpaidze, Berezkina |

| 6 czerwca 201518:00 | Serbia | 26:32(13:17) | Rumunia | Hala sportova, Kraljevo Widzów: 2 200 Sędzia: Opava, Válek |
| 6 czerwca 201518:00 |        | 26:32(13:17) |         | Hala sportova, Kraljevo Widzów: 2 200 Sędzia: Opava, Válek |

| 6 czerwca 201519:00 | Ukraina | 18:24(8:14) | Polska | Karpaty Arena, Użhorod Widzów: 800 Sędzia: Vujačić, Kazanegra |
| 6 czerwca 201519:00 |         | 18:24(8:14) |        | Karpaty Arena, Użhorod Widzów: 800 Sędzia: Vujačić, Kazanegra |

| 7 czerwca 201514:00 | Hiszpania | 25:19(13:11) | Słowacja | Centro Insular de Deportes, Las Palmas Widzów: 2 200 Sędzia: Andorka, Hucker |
| 7 czerwca 201514:00 |           | 25:19(13:11) |          | Centro Insular de Deportes, Las Palmas Widzów: 2 200 Sędzia: Andorka, Hucker |

| 7 czerwca 201515:00 | Niemcy | 20:22(8:10) | Rosja | Anhalt-Arena, Dessau-Roßlau Widzów: 3 007 Sędzia: Năstase, Stancu |
| 7 czerwca 201515:00 |        | 20:22(8:10) |       | Anhalt-Arena, Dessau-Roßlau Widzów: 3 007 Sędzia: Năstase, Stancu |

| 7 czerwca 201517:00 | Francja | 27:20(15:11) | Słowenia | Brest Arena, Brest Widzów: 4 000 Sędzia: Baumgart, Wild |
| 7 czerwca 201517:00 |         | 27:20(15:11) |          | Brest Arena, Brest Widzów: 4 000 Sędzia: Baumgart, Wild |

| 7 czerwca 201517:15 | Chorwacja | 23:24(11:8) | Szwecja | Sportska dvorana Gimnazije Fran Galović, Koprivnica Widzów: 2 000 Sędzia: Bonifert, Oláh |
| 7 czerwca 201517:15 |           | 23:24(11:8) |         | Sportska dvorana Gimnazije Fran Galović, Koprivnica Widzów: 2 000 Sędzia: Bonifert, Oláh |

| 7 czerwca 201520:30 | Czarnogóra | 28:19(12:12) | Islandia | Sportski centar Morača, Podgorica Widzów: 2 000 Sędzia: Stoļarovs, Līcis |
| 7 czerwca 201520:30 |            | 28:19(12:12) |          | Sportski centar Morača, Podgorica Widzów: 2 000 Sędzia: Stoļarovs, Līcis |

| 13 czerwca 201513:30 | Węgry | 41:24(17:10) | Austria | Audi Aréna Győr, Győr Widzów: 3 000 Sędzia: Arntsen, Røen |
| 13 czerwca 201513:30 |       | 41:24(17:10) |         | Audi Aréna Győr, Győr Widzów: 3 000 Sędzia: Arntsen, Røen |

| 13 czerwca 201516:00 | Słowenia | 21:27(10:14) | Francja | Rdeča dvorana, Velenje Widzów: 1 000 Sędzia: Erdoğan, Özdeniz |
| 13 czerwca 201516:00 |          | 21:27(10:14) |         | Rdeča dvorana, Velenje Widzów: 1 000 Sędzia: Erdoğan, Özdeniz |

| 13 czerwca 201517:00 | Rosja | 27:26(13:10) | Niemcy | Sportkompleks Zwiezdnyj, Astrachań Widzów: 6 000 Sędzia: Marić, Marić |
| 13 czerwca 201517:00 |       | 27:26(13:10) |        | Sportkompleks Zwiezdnyj, Astrachań Widzów: 6 000 Sędzia: Marić, Marić |

| 13 czerwca 201517:00 | Rumunia | 24:28(12:11) | Serbia | Sala Polivalentă, Kluż-Napoka Widzów: 7 300 Sędzia: Poulsen, Mortensen |
| 13 czerwca 201517:00 |         | 24:28(12:11) |        | Sala Polivalentă, Kluż-Napoka Widzów: 7 300 Sędzia: Poulsen, Mortensen |

| 13 czerwca 201519:10 | Czechy | 25:23(11:10) | Holandia | Sportovní hala Most, Most Widzów: 800 Sędzia: Lah, Sok |
| 13 czerwca 201519:10 |        | 25:23(11:10) |          | Sportovní hala Most, Most Widzów: 800 Sędzia: Lah, Sok |

| 14 czerwca 201514:15 | Słowacja | 20:20(9:12) | Hiszpania | Mestská športová hala, Šaľa Widzów: 2 500 Sędzia: Rakytina, Tkachuk |
| 14 czerwca 201514:15 |          | 20:20(9:12) |           | Mestská športová hala, Šaľa Widzów: 2 500 Sędzia: Rakytina, Tkachuk |

| 14 czerwca 201514:30 | Islandia | 19:19(10:11) | Czarnogóra | Laugardalshöllin, Reykjavík Widzów: 600 Sędzia: Baranowski, Lemanowicz |
| 14 czerwca 201514:30 |          | 19:19(10:11) |            | Laugardalshöllin, Reykjavík Widzów: 600 Sędzia: Baranowski, Lemanowicz |

| 14 czerwca 201515:00 | Polska | 30:22(17:9) | Ukraina | Azoty Arena, Szczecin Widzów: 3 000 Sędzia: Vranes, Wenninger |
| 14 czerwca 201515:00 |        | 30:22(17:9) |         | Azoty Arena, Szczecin Widzów: 3 000 Sędzia: Vranes, Wenninger |

| 14 czerwca 201518:15 | Szwecja | 27:21(14:9) | Chorwacja | Hovet, Sztokholm Widzów: 6 380 Sędzia: Kijauskaite, Zaliene |
| 14 czerwca 201518:15 |         | 27:21(14:9) |           | Hovet, Sztokholm Widzów: 6 380 Sędzia: Kijauskaite, Zaliene |

## Afryka
Turniejem kwalifikacyjnym w Afryce były mistrzostwa tego kontynentu, które odbyły się w dniach 16–25 stycznia 2014 roku w Algierze. Awans na mistrzostwa świata uzyskali jego medaliści: Tunezja, Demokratyczna Republika Konga i Angola. Późniejszymi decyzjami przyznano Algierkom prawo do gry w turnieju barażowym.

## Ameryka
Turniejem kwalifikacyjnym w Ameryce były mistrzostwa tego kontynentu, które odbyły się w dniach 21–28 maja 2015 roku w Hawanie. Awans na mistrzostwa świata uzyskali trzej, prócz mającej zapewniony udział Brazylii, półfinaliści tych zawodów: Kuba, Argentyna i Portoryko, prawo do gry w turnieju barażowym otrzymał zaś Urugwaj. Urugwaj odmówił uczestnictwa w nim, podobnie postąpiły Grenlandia i Paragwaj, toteż w Kazachstanie zagrały reprezentantki Meksyku.

## Azja
Turniejem kwalifikacyjnym w Azji były mistrzostwa tego kontynentu, które odbyły się w dniach 14–23 marca 2015 roku w Dżakarcie. Awans na mistrzostwa świata uzyskali jego medaliści: Korea Południowa, Japonia i Chiny, do barażu awansował zaś Kazachstan.

## Baraż
Turniej barażowy, którego zwycięzca otrzymał kwalifikację na mistrzostwa świata, odbył się w Kazachstanie w dniach 15–17 czerwca 2015 roku, a uprawnione do udziału w nim były cztery zespoły z czterech federacji (poza europejską), które nie uzyskały dotychczas awansu. W zawodach niepokonane okazały się gospodynie, które tym samym awansowały do turnieju finałowego MŚ.
| 15 czerwca 201518:00 | Meksyk | 24:16(13:8) | Australia | Ałmaty |
| 15 czerwca 201518:00 |        | 24:16(13:8) |           | Ałmaty |

| 15 czerwca 201520:00 | Kazachstan | 36:24(22:11) | Kongo | Ałmaty |
| 15 czerwca 201520:00 |            | 36:24(22:11) |       | Ałmaty |

| 16 czerwca 201517:00 | Australia | 12:32(6:13) | Kongo | Ałmaty |
| 16 czerwca 201517:00 |           | 12:32(6:13) |       | Ałmaty |

| 16 czerwca 201519:00 | Kazachstan | 26:20(12:9) | Meksyk | Ałmaty |
| 16 czerwca 201519:00 |            | 26:20(12:9) |        | Ałmaty |

| 17 czerwca 201517:00 | Meksyk | 25:30(12:16) | Kongo | Ałmaty |
| 17 czerwca 201517:00 |        | 25:30(12:16) |       | Ałmaty |

| 17 czerwca 201519:00 | Kazachstan | 32:21(17:9) | Australia | Ałmaty |
| 17 czerwca 201519:00 |            | 32:21(17:9) |           | Ałmaty |